# Patrijarh moskovski i sve Rusije
Patrijarh moskovski i sve Rusije je vrhovni predstojatelj Ruske pravoslavne crkve.

## Položaj
On je prvi arhijerej Ruske pravoslavne crkve i odgovoran je Pomjesnom saboru i Arhijerejskom saboru. Patrijarh upravlja Ruskom pravoslavnom crkvom zajedno sa Svetim sinodom i njegov je predsjednik. Saziva pomjesne i arhijerejske sabore, predsjedava njima i snosi odgovornost za izvršavanje njihovih odluka. Predstavlja Rusku pravoslavnu crkvu u vanjskim odnosima s drugim Crkvama i sa svjetovnim vlastima. Patrijarh zajedno sa Svetim sinodom izdaje ukaze o imenovanju eparhijskih arhijereja i vrši kontrolu nad njihovim radom.
Patrijarh moskovski i sve Rusije je eparhijski arhijerej Moskovske eparhije, koja obuhvaća grad Moskvu i Moskovsku oblast i arhimandrit Trojice-Sergijeve lavre.

## Djelokrug
Patrijarh moskovski i sve Rusije:
- snosi odgovornost za izvršavanje odluka Pomjesnog sabora, Arhijerejskog sabora i Svetog sinoda;
- podnosi Pomjesnom saboru i Arhijerejskom saboru izvještaje o stanju Ruske pravoslavne crkve u razdoblju između dva saborska zasjedanja;
- podržava jedinstvo hijerarhije Ruske pravoslavne crkve;
- vrši nadzor nad svim sinodalnim ustanovama;
- obraća se pastirskim poslanicima;
- popisuje sve crkvene dokumente nakon datog odobrenja Svetog sinoda;
- vrši izvršno-naredbodavne dužnosti u vezi s upravljanjem Moskovskom patrijaršijom;
- razgovara s predstojateljima pravoslavnih crkvi, u ime Pomjesnog sabora, Arhijerejskog sabora ili Svetog sinoda, ili u svoje ime;
- predstavlja Rusku pravoslavnu crkvu u odnosima s najvišim organima državne vlasti i uprave;
- potvrđuje ustave samoupravnih crkava, egzarhata i eparhija;
- prima apelacije od eparhijskih arhijereja samoupravnih crkava;
- donosi ukaze o izboru i imenovanju eparhijskih arhijereja, rukovoditelja sinodalnih ustanova, vikarnih episkopa, rektora duhovnih škola i drugih osoba, koje imenuje Sveti sinod;
- brine o blagovremenom popunjavanju upražnjenih arhijerejskih katedri;
- povjerava arhijerejima privremenu upravu nad eparhijama u slučaju duže bolesti, smrti ili nalaženja pod crkvenim sudom eparhijskih arhijereja;
- vrši nadzor nad izvršavanjem arhipastirske dužnosti arhijereja u vezi s brigom o eparhiji;
- ima pravo posjete, u neophodnim slučajevima, svih eparhija Ruske pravoslavne crkve;
- daje arhijerejima bratske preporuke koje se odnose na osobni život, ali i na izvršavanje arhipastirske dužnosti; u slučaju neuvažavanja njegovih preporuka predlaže Svetom sinodu donošenje odluke po tom pitanju;
- razmatra poslove, koji su u vezi s nerazumijevanjem među arhijerejima, koji su se dobrovoljno obratili njegovom posredovanju bez formalnog sudskog postupka; odluke patrijarha u takvim slučajevima su za obje strane obavezne;
- prima žalbe na arhijereje i postupa u skladu s njima;
- daje arhijerejima otpust na rok veći od 14 dana;
- nagrađuje arhijereje ustanovljenim titulama i najvišim crkvenim odlikovanjima;
- nagrađuje klirike i mirjane crkvenim nagradama;
- potvrđuje stjecanje znastvenih zvanja;
- brine o blagovremenoj pripremi i posvećenju svetog mira za crkvene potrebe.

## Vanjske poveznice
- Službena stranica Ruske pravoslavne crkve
- Službena stranica Odsjeka vanjskih crkvenih veza Ruske pravoslavne crkve